# アソパルド川
アソパルド川（アソパルドがわ）は、フエゴ島のチリ部分を流れる、長さ約11 kmの河川である。ファグナーノ湖から西へ流れてアルミランタスゴ・フィヨルドへ注いでいる。なお、河口付近の平均流量は30 (m3/秒)から40 (m3/秒)ほどである。